# Garth Risk Hallberg
Garth Risk Hallberg (* November 1978 in der Nähe von Baton Rouge, Louisiana, USA) ist ein US-amerikanischer Schriftsteller.

## Leben
Hallberg wuchs in Greenville in  North Carolina auf. Dort kam er als 16-jähriger Jugendlicher bei einem Schreib-Workshop an der Duke University mit der Literatur in Kontakt. In der Folgezeit begann er zu schreiben, wobei Washington, D.C. und die dortige Szene für ihn große Bedeutung hatte. 1996 fuhr er zum ersten Mal nach New York City, eine Stadt, die inzwischen seine Heimat wurde. Hallberg beendete seine Studien mit einem Master of Fine Arts an der New York University.
Hallberg veröffentlichte sein erstes Buch im Jahr 2007 und ist bis heute der Autor von Beiträgen und Kritiken in verschiedenen US-amerikanischen Zeitschriften wie The Millions. In seinem zweiten Roman aus dem Jahr 2015 befasst er sich mit dem Blackout in New York City im Jahr 1977.
Der Autor lebt mit Ehefrau und zwei Kindern im New Yorker Stadtteil Brooklyn.

## Werke
- A Field Guide to the North American Family:. Mark Batty Publisher, New York City, USA 2007, ISBN 978-0-9779850-9-8.
  - dt.: Ein Naturführer der amerikanischen Familie, Roman. Übers. von Matthias Müller. Liebeskind, München 2010. ISBN 978-3-935890-73-1.
- City on Fire. Alfred A. Knopf, New York City 2015, ISBN 978-0-385-35377-9.
  - dt.: City on Fire, Roman. Übers. von Tobias Schnittler. S. Fischer, Frankfurt am Main 2016, ISBN 978-3-10-002243-1.